# Haris Alexiou

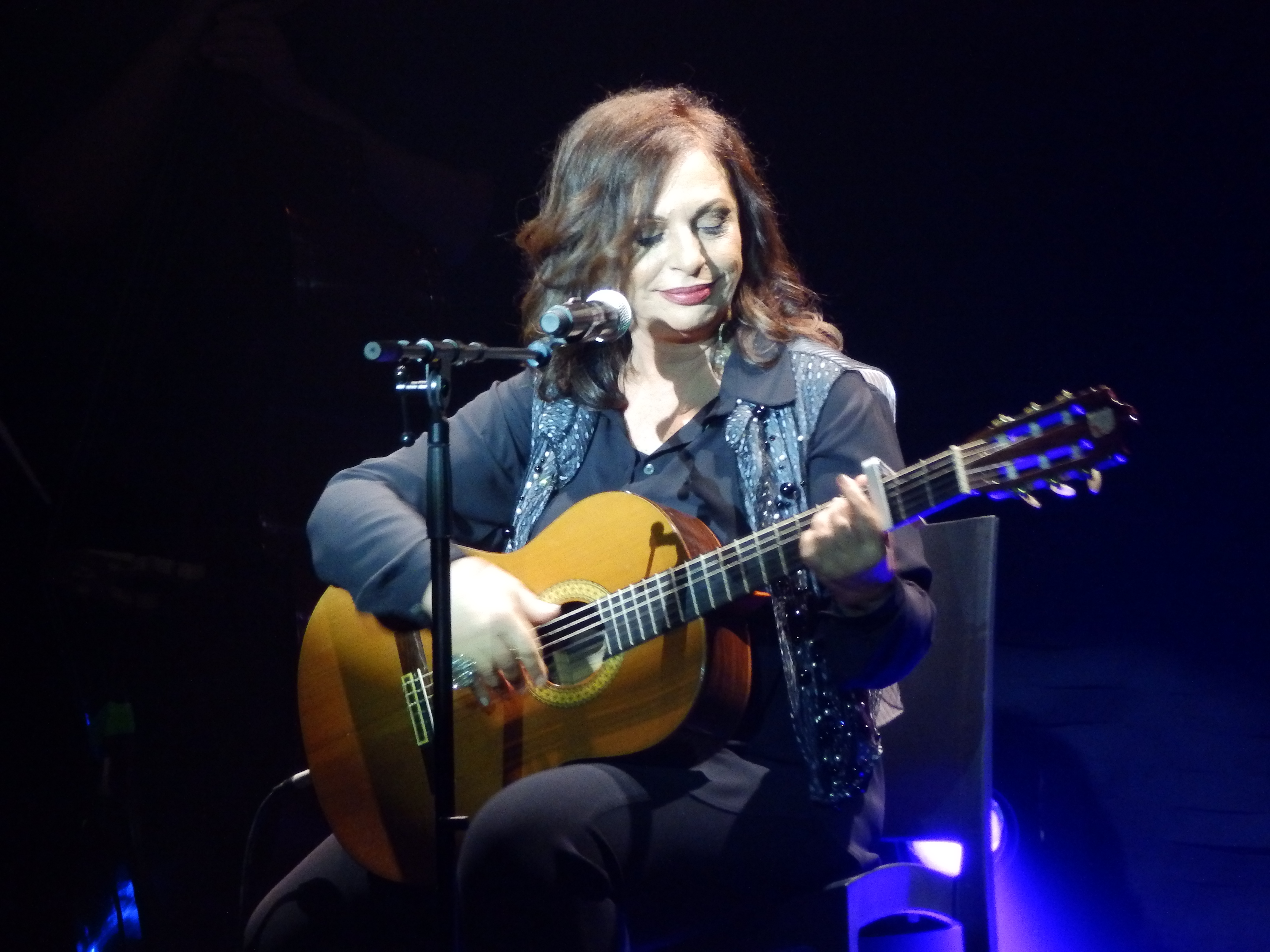
Charis Alexiou, Anodos Live Stage (2014)

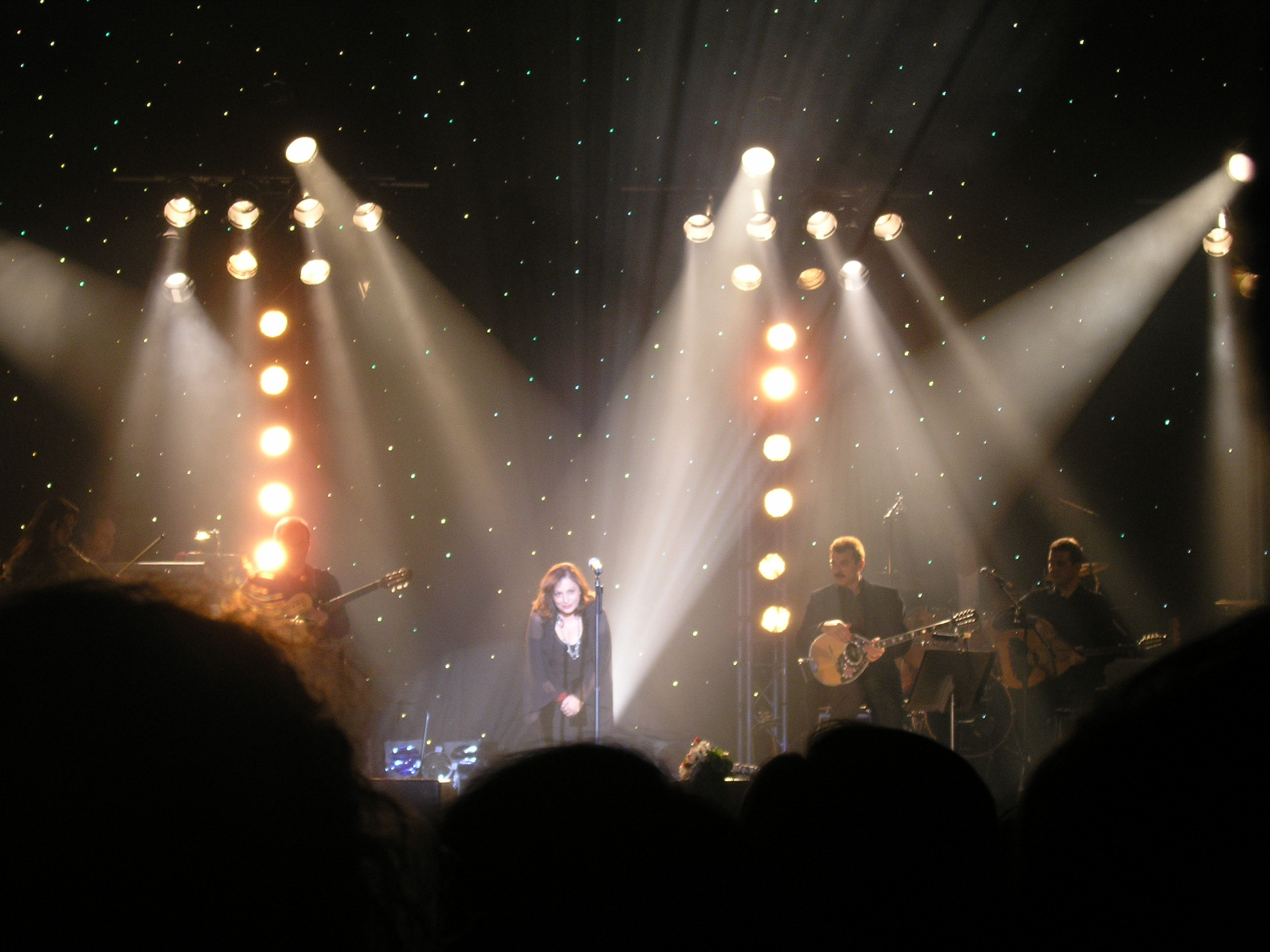
Haris Alexiou, Konzert im Konzertsaal der Universität der Künste, Berlin, am 21. Oktober 2006

Haris Alexiou (griechisch Χάρις Αλεξίου Charis Alexiou, eigentlich Χαρίκλεια Ρουπάκα Charíklia Roupáka, * 27. Dezember 1950 in Theben) ist eine griechische Sängerin und Schauspielerin. Seit 1958 lebt sie in Athen.

## Karriere
Alexiou ist eine der bekanntesten Sängerinnen Griechenlands. Mit ihrer charismatischen Stimme wurde sie zu Beginn der 1970er Jahre bekannt. Sie war an Giorgos Dalaras’ Album Mikra Asia (Texte Apostolos Kaldaras und Pythagoras) beteiligt und wirkte an den folgenden Aufnahmen mit:
- 1973: Vyzandinos Esperinos (Βυζαντινός Εσπερινός), Apostolos Kaldaras und Lefteris Papadopoulos
- 1974: Odos Aristotelous (Οδός Αριστοτέλους), Yannis Spanos und Lefteris Papadopoulos
- 1974: Kalimera Ilie (Καλημέρα Ήλιε), Manos Loizos und Lefteris Papadopoulos,

bevor sie ihre Solokarriere startete. In ihre Musik fließen Elemente aus griechischer Volksmusik, Laïkimusik und Rembetiko ein.
Sie hat mit vielen bekannten griechischen Sängerinnen und Sängern zusammengearbeitet, darunter Giorgos Dalaras, Dimitra Galani, Vasilis Papakonstantinou, Yiannis Parios, Thanos Mikroutsikos, Alkistis Protopsalti, George Sarris, George Zambetas, Lakis Lazopoulos und Melina Mercouri. 1988 trat sie mit Paolo Conte und 1999 (Athen, Istanbul) und 2000 (Istanbul, Izmir) mit der türkischen Sängerin Sezen Aksu zugunsten der Erdbebenopfer in beiden Ländern auf.
Einige ihrer Hits wurden auch von bekannten türkischen Künstlern wie Sezen Aksu, Emre Aydın, Duman, Gripin oder Yeni Türkü gecovert.
Sie arbeitete mit Komponisten wie Manos Hadjidakis, Manos Loïzos, Lefteris Papadopoulos, Yannis Spanos und Mikis Theodorakis zusammen.
Haris Alexiou gab Konzerte in ganz Griechenland, hatte aber auch weltweit Auftritte:
- 1986: Zypern, Tunesien, Deutschland
- 1998: Zypern, USA, Kanada, Israel, Japan und Europatournee
- 1998: Nord-und-Südamerika-Tournee mit Nikos Papazoglou
- 2004: Auftritt bei der Schlussfeier der Olympischen Spiele in Athen mit Anna Vissi, Sakis Rouvas, Eleftheria Arvanitaki, Alkistis Protopsalti, Marinella, Giorgos Dalaras und Dimitra Galani.
- 2014: Auftritte in Athen zusammen mit Tania Tsanaklidou
- 2015: EU-Tour[1] durch Deutschland, die Niederlande, Belgien, die Schweiz und Schweden, begleitet vom Nouveau Sextet.

Im Juni 2020 erklärt Alexiou in einer Fernsehsendung, dass ihre Karriere als Sängerin nach 50 Jahren zu Ende sei, da ihre Stimme nicht mehr ihren eigenen Ansprüchen genüge. Danach stand sie 2021 zum ersten Mal als Schauspielerin auf der Bühne. Sie stellte die Göttin Athene in Iphigenie bei den Taurern (Ιφιγένεια εν Ταύροις) dar. Das Stück des antiken Dichters Euripides wird unter anderem beim Athen-Epidaurus-Festival aufgeführt.
2022 spielte Alexiou in der erfolgreichen griechischen Fernsehserie Maestro in Blue von Christoforos Papakaliatis die musikalisch begabte Großmutter der Familie, die im Mittelpunkt des Geschehens steht. Die Serie wurde im Auftrag des griechischen Fernsehsenders MEGA gedreht und von Netflix gekauft.

## Diskografie

### Alben
- 1975: 12 Laika Tragoudia (12 Λαϊκά Τραγούδια)
- 1976: Laikes Kiriakes (Λαϊκές Κυριακές)
- 1976: Haris Alexiou 2 (Χάρις Αλεξίου 2)
- 1977: 24 Tragoudia (24 Τραγούδια)
- 1979: Ta Tragoudia Tis Haroulas (Τα Τραγούδια Της Χαρούλας) (Musik Manos Loizos, Texte Manolis Rassoulis)
- 1980: Ximeroni  (Ξημερώνει)
- 1981: Ta Tragoudia Tis Xthesinis Imeras (Τα Τραγούδια Της Χτεσινής Ημέρας)
- 1981: Ta Tragoudia Tis Gis Mou (Τα Τραγούδια Της Γης Μου)
- 1982: I Zoi Mou Kiklous Kani (Η Ζωή Μου Κύκλους Κάνει)
- 1983: Ta Tsilika (Τα Τσίλικα) (ein Album mit Rembetiko Liedern von 1900 bis 1935)
- 1984: Emfilios Erotas (Εμφύλιος Ερωτας)
- 1986: I Agapi Einai Zali (Η Αγάπη Είναι Ζάλη) (Musik Thanos Mikroutsikos, Texte Alkis Alkeos, Nikos Kavvadias, Andreas Mikroutsikos und Babis Tsikliropoulos)
- 1987: I Haris Alexiou Se Aprovlepta Tragoudia (Χάρις Αλεξίου Σε Απρόβλεπτα Τραγούδια)
- 1988: I Nihta Theli Erota (Η Νύχτα Θέλει Ερωτα)
- 1989: Η Παράσταση Αρχίζει
- 1990: Kratai Chronia Afti I Kolonia (Κρατάει Χρόνια Αυτή Η Κολώνια) (Musik Thanos Mikroutsikos, Texte Lina Nikolakopoulou)
- 1991: Το Μετέωρο Βήμα Του Πελαργού
- 1991: I Alexiou Tragoudai Hadji (Η Αλεξίου Τραγουδάει Χατζή – Live + Studio)
- 1991: I Diki Mas Nihta (Η Δική Μας Νύχτα)
- 1992: Di’ efchon (Δι’ ευχών) (Musik Nikos Antypas, Texte Lina Nikolakopoulou)
- 1994: Hei (Εϊ...!) (Musik Nikos Antypas, Texte Lefteris Papadopoulos und Aris Davarakis)
- 1995: A Paris
- 1995: Odos Nefelis ’88 (Οδός Νεφέλης 88) (Texte Haris Alexiou)
- 1998: To Paihnidi Tis Agapis (Το Παιχνίδι Της Αγάπης) (Texte Haris Alexiou)
- 2000: Paraxeno Fos (Παράξενο Φώς)
- 2000: Psithiroi (Ψίθυροι)
- 2003: Os Tin Akri Tou Ouranou Sou (Ως την άκρη του ουρανού σου) (GR: ×3Dreifachplatin [4] und World Music Award)
- 2006: Vissino Kai Nerantzi (Βύσσινο και νεράντζι) (Musik und Texte von Thodoris Papadopoulos, Smaro Papadopoulou und Makis Seviloglou; GR: Platin)[5]
- 2006: Horizonte (Οριζόντες)
- 2007: A Tribute to Manos Loizos (Ωδείο Ηρώδου Αττικού – Αφιέρωμα στο Μάνο Λοΐζο) (GR: Platin)[6]
- 2009: I Agapi Tha Se Vri Opou Kai Na ’Se (Η αγάπη θα σε βρει όπου και να ’σαι)
- 2012: I Tripla (Η Τρίπλα)
- 2014: Ta Onira Ginonte Pali (Τα όνειρα γίνονται πάλι)
- 2020: Ta Tragoudia Tis Xenitias (Τα Τραγούδια Της Ξενιτιάς)
- 2021: Horizonte 2 (Οριζόντες 2)
- 2023: Reworks

### Live-Alben
- 1996: Girizontas Ton Kosmo – Live 92–96 (Γυρίζοντας Τον Κόσμο 92–96)
- 1997: Ena Fili Tou Kosmou – Live (Ενα Φιλί Του Κόσμου)
- 1997: Girizontas Ton Kosmo Kai Ena Fili Tou Kosmou – Live (Γυρίζοντας Τον Κόσμο & Ενα Φιλί Του Κόσμου)
- 2002: Cine Keramikos Live (Cine Κεραμικός – Live) (GR: Gold)[7]
- 2005: Live ’92/’97 (GR: Platin)[8]
- 2007: Alexiou – Malamas – Ioannidis: Live (Αλεξίου – Μάλαμας – Ιωαννίδης: Live στον Λυκαβηττό)
- 2012: En Dyo – Live at Pallas (mit Dimitra Galani)

### Kompilationen
- 1989: I Megales Epitychies Tis (Οι Μεγαλύτερες Επιτυχίες Της)
- 1993: I Ballades Tis Charoulas (Οι μπαλάντες της Χαρούλας)
- 1994: Τα Λαϊκά Της Χαρούλας
- 2001: Τα Ντουέτα Της Χαρούλας
- 2004: Anthologio (Ανθολόγιο) (GR: ×2Doppelplatin )[9]

### Singles (Auswahl)
- 1979: Teli Teli Teli (Τέλι τέλι τέλι)
- 1979: Ola Se Thimizoun (Ολα σε θυμίζουν)
- 1980: Fevgo (Φεύγω)
- 1990: Mia Pista Apo Fosforo (Μια Πίστα Από Φώσφορο)
- 1992: Magissa (Μάγισσα)
- 1995: To Tango Tis Nefelis (Το τανγκό της Νεφέλης)
- 1995: Oi Filoi (Οι φίλοι)
- 1997: Gia Ena Tango (Για ένα τανγκό)
- 2000: Gidiyorum Bu Şehirden (mit Sezen Aksu)
- 2003: Apopse Thelo Na Pio (Απόψε θέλω να πιω)